# Fortuine
Fortuine is een gehucht in de Belgische stad Lokeren en Eksaarde, een deelgemeente van de stad.

## Geschiedenis
Fortuine is een nederzetting ontstaan langs de historische heerweg tussen Lokeren en Hulst, nu bekend als Gentdam. Hoewel op oudere kaarten weinig tot geen vermeldingen van dit gehucht te vinden zijn, wordt de naam voornamelijk in de volksmond gebruikt om naar deze locatie te verwijzen. Op de Fricx-kaart wordt het gehucht verwezen als "La Fortune". De nederzetting heeft zijn oorsprong langs deze belangrijke weg, die in de hedendaagse tijd Gentdam wordt genoemd.

## Ligging
Fortuine bevindt zich op een kruispunt van historische wegen, waaronder de Vijverstraat, Braamstraat en Gentdam. Vooral opmerkelijk is Gentdam, de historische heerweg die vroeger diende als verbindingsroute tussen Lokeren en Hulst, en verder liep naar Daknam, Sinaai, Kemzeke en uiteindelijk Hulst. In de nabijheid van het gehucht zijn ook de N433 en de N70 te vinden, belangrijke wegen die de toegankelijkheid van de omgeving vergroten.
Deelgemeenten: Daknam · Eksaarde · Lokeren · Moerbeke

Dorpen: Doorslaar · Heiende · Koewacht · Kruisstraat · Oudenbos

Gehuchten: Brandbezen · Bautschoot · Briel · Calaigne · Caudenborm · De Katte · Den Oever · Duivekeet · Eksaardedam · Everslaar · Fortuine · Ganzendries · Lammeken · Heydensveer · Hillare · Hul · Keerken · Keersmakers · Molenhoek · Molsbergen · Naastveld ·  Nieuwpoort · Oosteindeke · Pereboom · Rijssel · Rode Sluis · Scheepken · Staakte · Stenenbrug · Terwest · Turfakkers · Veldeken · Vogelzang · Vossel · Werkstede · Westhoek · Zeveneekskens · Zwarte Sluis

Wijken: Bergendries · Bokslaar · Bloemenwijk · De Kop · Flamigantenwijk · Ledehof · Heirbrug · Lokeren-Zuid · Puttenen · Rozen · Schrijverswijk · Spoele · Stationswijk · Vogelkwijk

Buurten: Kouter · Oude Brug · 't Zand

Belgische gemeenten · Arrondissement Sint-Niklaas · Oost-Vlaanderen · Vlaanderen